# 西村祥治
西村 祥治（にしむら しょうじ、1889年（明治22年）11月30日 - 1944年（昭和19年）10月25日）は、日本の海軍軍人。海兵39期。最終階級は海軍中将。秋田県南秋田郡船越村（現：男鹿市）出身。
太平洋戦争（大東亜戦争）のレイテ沖海戦におけるスリガオ海峡夜戦を、第一遊撃部隊第三部隊指揮官（第二戦隊司令官）として戦い、旗艦・戦艦「山城」と共に壮烈な最期を遂げたことで知られる。

## 生涯

### 概要
旧制秋田中学校（現：秋田県立秋田高等学校）から旧制横手中学校（現：秋田県立横手高等学校）を経て、海軍兵学校に入校（兵39期）。
兵学校卒業席次は21番／148名と上位であったが、海大甲種学生を経ていず、進級は遅れがちであった。
西村は水雷畑の提督であり敵を発見する水平線上の見張りが得意だった。見張りの神様の異名があり、コンテストで優勝した兵士達と勝負しても一度も負けなかったという。
太平洋戦争の開戦を第四水雷戦隊司令官として迎え、南方作戦にともなう比島作戦に従事する。つづいて日本軍が発動した蘭印作戦では、ボルネオ島バリクパパンを攻略中に、夜間突入してきた連合軍水雷戦隊により、四水戦が護衛していた輸送船を4隻撃沈される被害を受けた(バリクパパン沖海戦)。ミッドウェー海戦後は、最上型重巡洋艦で編制された第七戦隊司令官となる（前任は栗田健男中将）。西村は第二次ソロモン海戦、南太平洋海戦、第三次ソロモン海戦、ニュージョージア島の戦い、ラバウル空襲など、常に最前線でアメリカ軍と交戦した。

### 第二戦隊司令官
1944年（昭和19年）8月下旬、有馬馨少将（当時、南西方面艦隊司令部附）は内地に帰投、軍令部および人事局より第二戦隊司令官の内示を受ける。第二戦隊は扶桑型戦艦2隻（扶桑、山城）により新編され、第五艦隊（司令長官：志摩清英中将）に編入予定であった。ところが連合艦隊（司令長官：豊田副武大将、参謀長：草鹿龍之介中将）は、有馬少将を南西方面艦隊参謀長にする意向であったという。軍令部と連合艦隊が対立した結果、有馬少将は第三十一根拠地隊司令官に補職（9月10日開設、同日附で発令）。艦隊司令長官級の西村中将が9月10日附で第二戦隊司令官となった。有馬少将は『同中将（西村）は志摩中将と同期であり海上の経験は数等上であり今更第二戦隊司令官でもなかったろうが何も運命である。これで余（有馬）は二度目の生命の代りとなって頂いたのであるが、この日の西村中将の風貌が忘れられない。』と回想している。
第二戦隊（山城、扶桑）は編成と共に第二艦隊（司令長官：栗田健男中将）に編入され、同時に第一遊撃部隊（指揮官：第二艦隊司令長官・栗田健男中将）に部署変更された。大本営海軍部は第二戦隊に戦艦長門（当時、第一戦隊所属）を編入する予定であり、9月4日に昭和天皇へ上奏していた。だが第二艦隊は「長門ノ第二戦隊編入ハ 次ノ事由ニヨリ当分延期シ今戦局一段落ノ機会ニ実施ノコトニ取計ラハレ度」（9月17日1047発電、第二艦隊参謀長 小柳冨次少将）と意見具申し、長門は従来どおり第一戦隊（司令官：宇垣纏中将。戦艦大和、武蔵、長門）として行動した。

### 第一遊撃部隊第三部隊指揮官、戦死
9月23日、第二戦隊は第17駆逐隊（雪風、浦風、磯風、浜風）に護衛されて呉を出撃、10月4日リンガ泊地に到着した。そして西村は、10月21日に急遽編成された第一遊撃部隊第三部隊（通称「西村部隊」。戦艦山城〈旗艦〉、戦艦扶桑、重巡洋艦最上、駆逐艦4隻〈満潮、山雲、朝雲、時雨〉の計7隻）指揮官として捷一号作戦（レイテ沖海戦）に参戦すべく、10月22日にブルネイを出撃した。10月24日から25日の深夜、西村部隊は単独でスリガオ海峡に突入したが、待ち受けたアメリカ艦隊（指揮官：ジェシー・B・オルデンドルフ少将。戦艦6、重巡4、軽巡4、駆逐艦28、魚雷艇38）に丁字戦法で迎え撃たれた。魚雷とレーダー射撃による波状攻撃、さらに翌朝の追撃により、西村部隊は駆逐艦時雨を除いて全滅した（スリガオ海峡夜戦）。西村も、旗艦山城（10月25日 04:19に沈没）と運命を共にした。享年56（満54歳没）。
西村の発した最後の命令は「われ魚雷攻撃をうく、各艦はわれをかえりみず前進し、敵を攻撃すべし」（10月25日 03:40）、西村から機動部隊指揮官（もしくは第一遊撃部隊指揮官）に宛てた最後の発信は「我、レイテ湾に向け突撃、玉砕す」であった。

### 死後
西村には三人の男子があったが、大尉時代に次男と三男を失い、長男（西村禎治 海軍少佐〈戦死後〉、兵65期）は、1941年（昭和16年）12月23日、航空機搭乗中に戦死した。
第二戦隊司令官に補されてリンガ泊地に向かう直前の西村は、兵39期同期生で親友であった伊藤整一（当時は軍令部次長）と酒を酌み交わし「今度こそ、俺は禎治のところへ行くんだぞ、伊藤ッ！」と何度も繰り返したという。
西村の戦死から11年が過ぎた昭和31年（1956年）、伊藤正徳（新聞記者）が『連合艦隊の最期』（文藝春秋新社）を上梓した時点で、西村の妻は既に物故し、長男（戦没）の妻は他家に再嫁し、西村の菩提を弔う者は既に絶えていた。

#### 評価
後続の第五艦隊司令長官・志摩清英中将が率いる第二遊撃部隊も撤退を余儀なくされ、バリクパパン沖海戦での指揮と相俟ってアメリカからは辛辣な評価を受けることになった。
ただし、日本側では西村に好意的な評価があり、特に小沢治三郎中将は西村について
「レイテで本当に真剣に戦ったのは西村だけだった」
「西村は私心のない智勇兼備の指揮官である」
とも語っている。
山城主計長として西村と共に戦った江崎寿人 主計大尉（海経28期）は、大本営が西村部隊に与えた命令と使命は玉砕であり、西村司令官はその意図に添って行動したと述べた。
そして
「日本海軍が米海軍に負けたのであって、西村司令官の責任ではない。当時の状況下においては、日本海軍のどの指揮官を持って来ても西村司令官以上の有効指揮は出来なかった」
「天下の大勢から達観して西村司令官の指揮は最善であり、今でも西村司令官や山城艦長を尊敬している」
と回想している。
半藤一利は、西村が戦死した時に中将在任1年未満であり、戦死後に大将に親任される内規を満たさなかった為に中将のままであったことに言及して、
「あの海戦でほんとうに戦ったのは西村だけだったと小沢が言っています。大将にしてあげたいですよ。」
と評している。
石渡幸二は、西村が達成不可能な任務を負わされていたことを指摘し、下記のように述べている。

## 年譜
- 1911年（明治44年） 
  - 7月18日 海軍兵学校を卒業（兵39期）
  - 12月1日 海軍少尉
- 1914年（大正3年）
  - 12月1日 海軍中尉
- 1917年（大正6年）
  - 10月1日 戦艦榛名分隊長心得
  - 12月1日 海軍大尉
- 1918年（大正7年）
  - 12月1日 運送艦青島航海長
- 1919年（大正8年）
  - 7月20日 駆逐艦江風航海長
  - 9月1日 駆逐艦谷風航海長
  - 12月1日 スループ艦大和航海長
- 1920年（大正9年）
  - 12月1日 軽巡洋艦北上航海長
- 1921年（大正10年）
  - 12月1日 海防艦肥前航海長心得
- 1922年（大正11年）
  - 4月8日 軽巡洋艦由良艤装委員
- 1923年（大正12年）
  - 5月15日 給油艦洲崎航海長
  - 11月20日 軽巡洋艦大井航海長
- 1924年（大正13年）
  - 12月1日 海軍少佐、一等海防艦日進航海長
- 1925年（大正14年）
  - 12月1日 海軍機関学校教官
- 1926年（大正15年）
  - 11月1日 駆逐艦菊艦長
- 1927年（昭和2年）
  - 11月1日 駆逐艦第2号艦長
- 1928年（昭和3年）
  - 12月10日 駆逐艦浦風艦長
- 1929年（昭和4年）
  - 11月1日 駆逐艦三日月艦長
  - 11月30日 海軍中佐
- 1930年（昭和5年）
  - 11月15日 駆逐艦白雲艦長
- 1931年（昭和6年）
  - 11月2日 第26駆逐隊司令
- 1933年（昭和8年）
  - 5月17日-25日 駆逐艦柿艦長（第26駆逐隊司令と兼務）
- 1934年（昭和9年）
  - 11月15日 海軍大佐、第19駆逐隊司令
- 1937年（昭和12年）
  - 10月31日 重巡洋艦熊野艦長
- 1938年（昭和13年）
  - 11月15日-12月14日 戦艦日向艦長（熊野艦長と兼務）
- 1939年（昭和14年）
  - 5月18日 戦艦榛名艦長
  - 10月20日-11月15日 戦艦金剛艦長（榛名艦長と兼務）
- 1940年（昭和15年）
  - 11月1日 第四水雷戦隊司令官
  - 11月15日　海軍少将
- 1942年（昭和17年）
  - 1月24日 バリクパパン沖海戦に参戦
  - 2月27日 - 28日 スラバヤ沖海戦に参戦
  - 3月末 クリスマス島攻略作戦に参戦
  - 6月上旬 ミッドウェー作戦に参戦
  - 6月25日 第七戦隊司令官
  - 8月24日 第二次ソロモン海戦に参戦
  - 10月26日 南太平洋海戦に参戦
  - 11月13日-14日 ガダルカナル島飛行場砲撃
- 1943年（昭和18年）
  - 7月 ニュージョージア島の戦い生起によりブーゲンビル島へ進出
  - 11月1日 海軍中将
- 1944年（昭和19年）
  - 9月10日 第二戦隊司令官[10]。
  - 10月4日 第二戦隊、リンガ泊地到着[12]
  - 10月16日 台湾沖航空戦での残敵掃討のため、連合艦隊より第一遊撃部隊へ出撃準備命令
  - 10月17日 米軍がレイテ湾口にあるスルアン島に一部が上陸。捷一号作戦警戒指令
  - 10月18日 第一遊撃部隊がリンガ泊地発、ブルネイへ向かう。同日捷一号作戦発動
  - 10月20日 ブルネイ着
  - 10月21日 第二戦隊を基幹とする第一遊撃部隊第三部隊編成
  - 10月22日 ブルネイを出撃
  - 10月25日未明 スリガオ海峡夜戦において旗艦「山城」艦上で戦死。墓碑は青山霊園にある

## 人物像
- 旧制秋田中学校時代に、寄宿舎で舎監に不都合があり、正義感の強かった西村少年は見過ごすことができずに問責糾弾して一歩も引かなく、結局秋田中学校を退学させられた[26]。このことを、2クラス上の小沢治三郎に話したところ「おれも退学組だよ。君と同じように中学でナ。ガキ大将で手のつけられん暴れん坊だった。でも君のほうがえらいよ。おれは不良をブチのめして退学になったが、君は先生を問責したんだから」と笑って答えたという[26]。
- バリクパパン沖海戦での西村について、千早正隆は"彼一代の不覚"としている[5]。
- レイテ沖海戦での西村について吉田俊雄は「元々慎重派の武人であり、綿密に計算した故に飛び込み、後続の栗田艦隊に後を託すべく突き進んだ。」と評していた。
- レイテでの出陣前での寄り合いで、部下達に隔たり無く付き合い、明るく振る舞う姿に、小柳冨次は「西村は死ぬ気だ」と感じている[26]。
- 出撃前、西村は西野繁中佐（時雨駆逐艦長）を旗艦・山城に招いて懇談し、西野は西村の落ち着いて気負いのない態度に感銘を受けている[27]。